# قشعام (عنكبوت)
القِشْعام (الاسم العلمي: Peucetia)، جنس عناكب من فصيلة  العناكب الوشقية التي تنتشر في جميع أنحاء العالم.